# 湖北民族大学

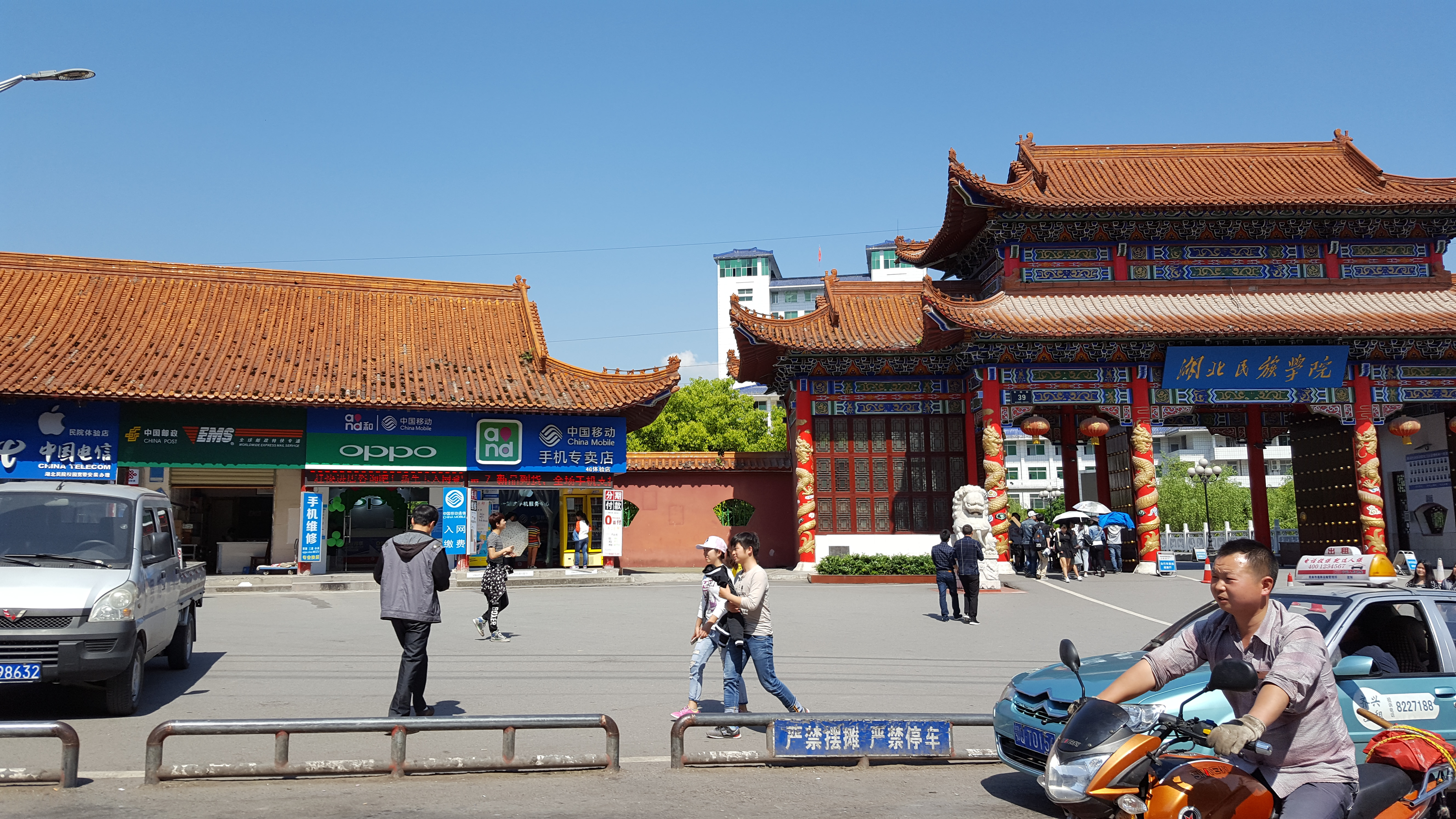
湖北民族大学

湖北民族大学是中华人民共和国湖北省恩施土家族苗族自治州恩施市的一所全日制公办普通高等学校，并由湖北省人民政府举办。

## 历史沿革
湖北民族大学作为面向中国大陆招生的地区性民族大学，与湖北省地方教育拥有历史渊源。该校肇始于1938年建立的湖北省立联中乡村师范分校，后改为湖北省立第七师范学校，1950年更名为恩施师范学校，1978 年成立恩施师范专科学校。1984年经原国家教委批准，在恩施师专基础上筹建鄂西大学。1984年4月6日，中共中央总书记胡耀邦为鄂西大学题写校名。国家教委同意学校定名为湖北民族学院，升格为本科层次的高等院校。1998年，湖北民族学院以及成立于1958年的恩施医学高等专科学校合并组建成新的湖北民族学院。2018年12月26日，湖北民族学院正式更名为湖北民族大学。
2021年2月2日，中华人民共和国教育部同意原属湖北民族大学的独立学院湖北民族大学科技学院脱离该校管理，并转设为民办普通高等学校湖北恩施学院，由恩施自治州常青教育发展有限责任公司全资持有。

## 学科
湖北民族大学位于湘鄂渝三省交界处，担负着少数民族地区教育与发展的重任。设立学科众多，门类齐全。拥有十八个二级学院，包括文学与传媒学院、艺术学院、外国语学院、法学院、信息工程学院、临床医学院、中医药学院、理学院、林学园艺学院、医学院、经济与管理学院、生物科学与技术学院、体育学院、化学与环境工程学院、民族研究院、马克思主义学院、预科教育学院、职业技术与继续教育学院。54个本科专业涵盖文学、医学、法学、教育学、工学、理学、农学、经济学、管理学、艺术十大学科门类。设有21个可选修双学士学位的专业。2006年学校获得硕士学位授予权，拥有数学、化学、工程与技术、林学、中医学、民族学几个一级学科硕士点，文艺学等24个二级学科硕士点。成为具有研究生培养资历的高校。

## 师资
学校目前有专任教师1061人，外籍教师6人。具有博士学位的有269人，拥有高级专业技术职务教师452人。博士、硕士导师90人。全国优秀教师2人，享受国务院津贴的专家学者2人，省级优秀教师3人，省级专家26人，楚天学者3人。

## 知名校友
- 郑航
- 杨文立
- 易孑草
- 陈砺志
- 土家野夫